# 無政府和平主義

無政府和平主義的黑白雙色旗（有時也用於基督教無政府主義）

無政府和平主義（英語：Anarcho-pacifism）是一種支持使用和平、非暴力形式的反抗争取社会变迁的无政府主义思想流派。無政府和平主義反對為了任何理由去使用任何形式之暴力。无政府和平主义与同样反对战争与暴力的基督教无政府主义关系密切。

## 歷史

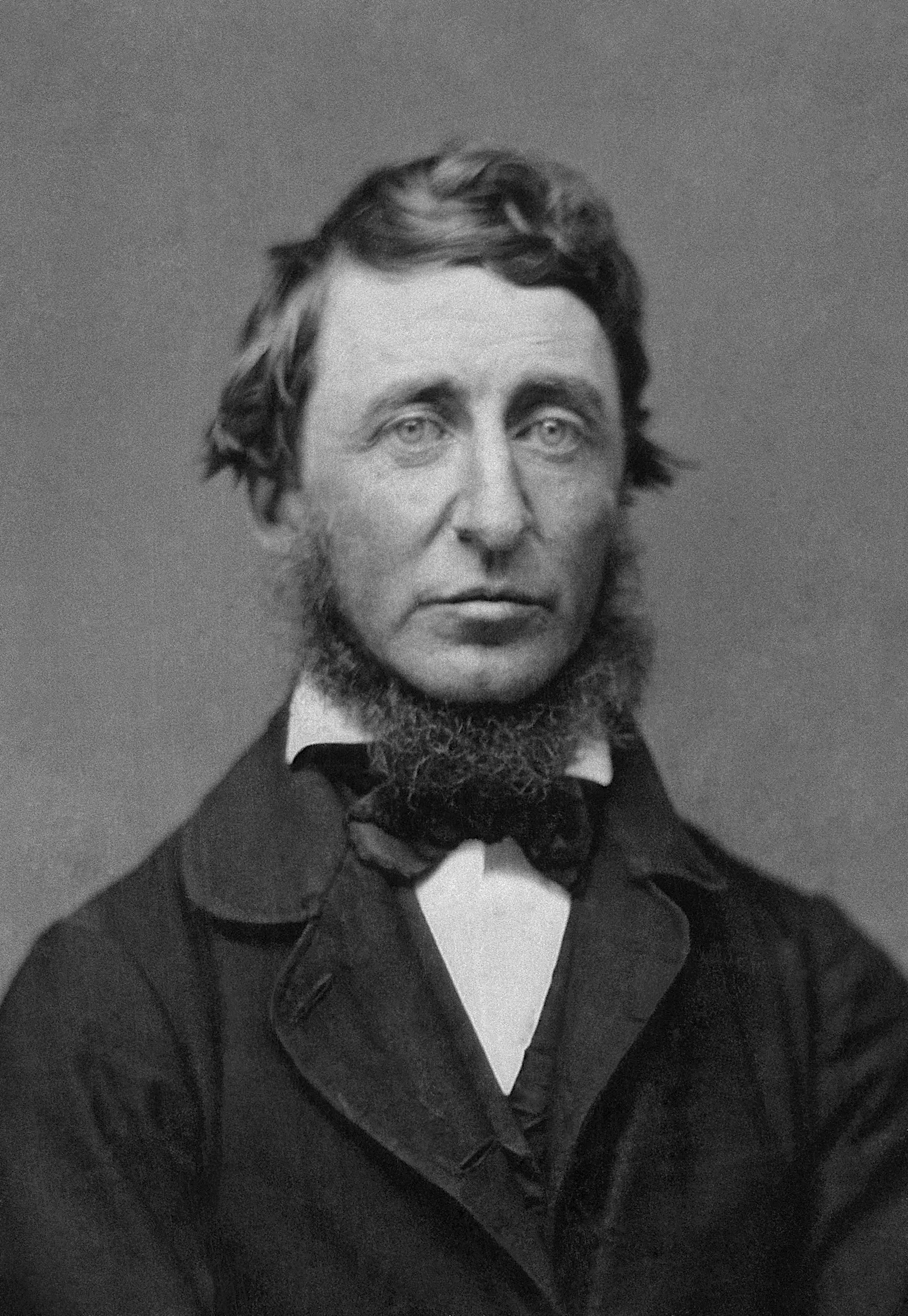
亨利·戴维·梭罗

亨利·戴维·梭罗的思想极大影响了美国和欧洲个人无政府主义的发展。梭罗的随笔《公民不服从》（其中倡导对公民政府进行抵抗）倡导非暴力抵抗，这种思想对列夫·托爾斯泰、马丁·布伯、圣雄甘地和马丁·路德·金都产生了一定影响。英国的誓言和平联盟认为，梭罗是无政府和平主义的重要先驱。不过，梭罗本人并不认同和平主义，也不完全反对进行武装起义：如他无条件地支持约翰·布朗和其他暴力的废奴主义者。他在谈到布朗时曾写道：“问题不在于武器，而在于你使用武器的精神”。
發生於俄羅斯的托爾斯泰派（Tolstoyan）農民運動常被认为受到了圣雄甘地思想的极大影响。這一运动在當時是具有主導地位的農民運動。他們將基督教教義解釋為需要完全的和平主義並反對任何的高壓管理，藉此為基礎設立了數以百計的自發性無政府和平主義公社。他們活躍於俄羅斯，並遵循嚴謹的素食。由於他們拒絕承認沙皇的統治，因而遭到激烈鎮壓，許多人遭到殺害，或是被安置於西伯利亞。在十月革命之後，由於他們依然拒絕承認新的馬克思主義政府的統治，再度成為鎮壓對象。多數人死於由列寧和史達林所下令的肅清。
第二次世界大戰前，無政府和平主義曾短暫的在荷蘭、英國和美國興起，並成為之後核裁軍運動中的一個重要的存在。

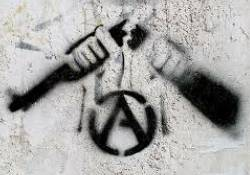
被折成两截的枪支及其下的无政府主义符号

暴力在無政府主義中一直是極具爭議的，十九世紀時許多無政府主義者採取「行動宣傳」，但列夫·托爾斯泰和其他無政府和平主義者反對將暴力作為變革的手段。他們主張，自從無政府主義定義為反對高壓統治和武力以來，無政府主義的本性必須是非暴力的，而且由於國家本身是暴力的，有意義的和平主義必須也是無政府主義者。他的哲學思想給予了印度獨立運動領袖及和平主義者聖雄甘地很大的啟示，而他將自己視為一名無政府主義者。費迪南·多梅拉·尼烏文赫伊斯（Ferdinand Domela Nieuwenhuis）也為建立無政府主義運動中的起平主義潮流做出貢獻。
自我支配主義者（Autarchism）Robert LeFevre是二十世紀後期的無政府和平主義者，他的和平主義建立在他對財產權不可侵犯的信念上。他也表達反戰的立場，認為戰爭是國家的產品，並且相信非暴力抵抗的力量。
歷史上其他知名的無政府和平主義者包括了艾蒙·漢納西（Ammon Hennacy）與1939年至1940年的尚-保羅·沙特。娥蘇拉·勒瑰恩因其著名小說《一無所有》中的烏托邦元素而被認為是無政府和平主義。

## 觀念變化
雖然無政府和平主義常讓人聯想到宗教無政府主義，像是托爾斯泰派基督教無政府主義和佛教無政府主義，但無宗教或反宗教的趨勢已經顯現。無政府龐克樂團Crass參與辯論無政府和平主義的變化，同時明確地拒絕所有宗教，特別是「建立」基督教神話的標誌或象徵。只要不引起暴力，無政府和平主義者反對使用暴力的立場並不阻礙他們接納抵抗或革命行動的原則。事實上，他們允許以這些形式去反抗權力，這導致無政府和平主義者贊成無政府工團主義者將總罷工當作最佳革命武器的想法。